# Наріски

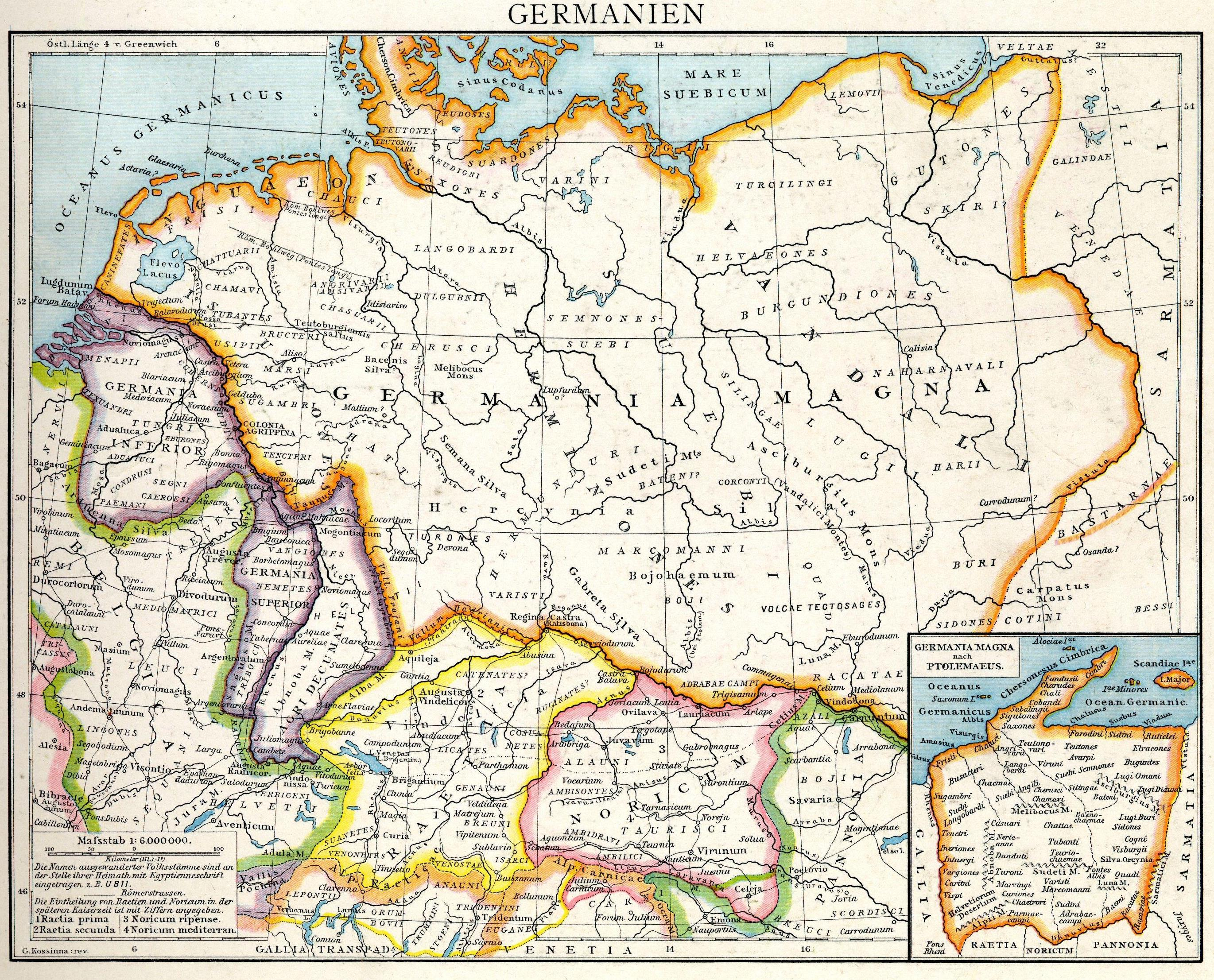
Територія поселення Варісків була на півдні Німеччини, на схід від Регніца, між горами Фіхтель і Баварським лісом

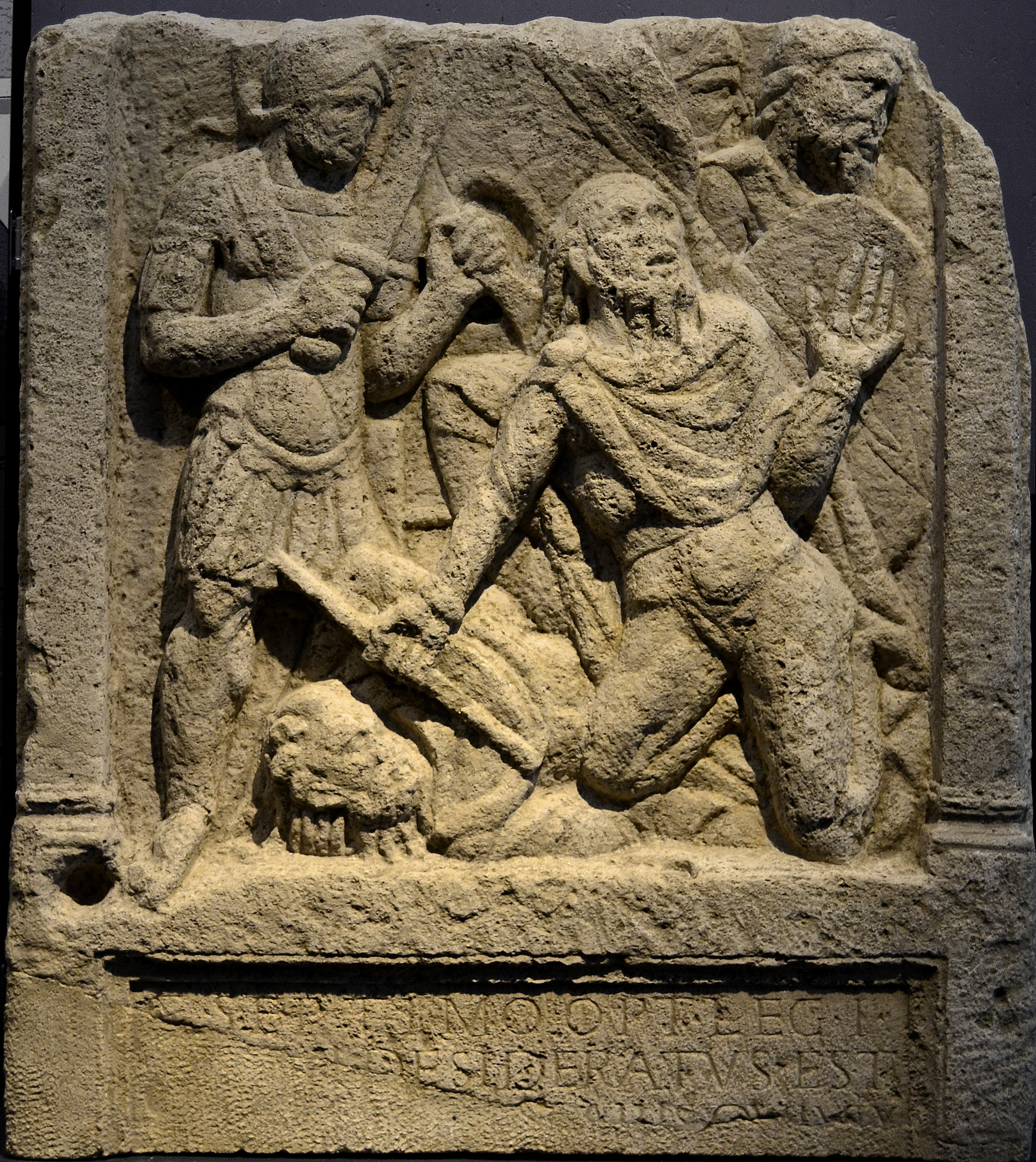
Надгробок з Брігетіо, бл. 173 рік нашої ери: Ae(lio) Septimo opt(ioni) leg(ionis) I / [Ad]i(utricis) desideratus est / [bello 3]aris qui vix(it); можливий переклад: «Елію Септиму, унтер-офіцеру Legio I Adiutrix, зниклому безвісти у війні проти (н?)аристів, який жив…».

Наріски (також відомі як нарісти, нарістери, наріски, варіски або вараски) — германське плем'я, про яке свідчать численні грецькі та римські автори.

## Короткий опис
Тацит у своїй Germania називає їх Naristi (c. 42), а в пізньоантичній Historia Augusta вони згадуються як Varistae (або Varisti). У дослідженнях обидві згадки зазвичай розглядаються як автентичні й стосуються нарісків, але тлумачення їхнього етноніму є суперечливим; для Тацита вони були германцями.
Невідомо, де саме була територія їхнього розселення. ИІдомо, що вони оселилися в районі навколо маркоманів, квадві та армалаузів, на північний захід від Габрета Сілва, сьогоднішнього Чеського лісу, і вважалися одним із старих, добре відомих племен у баварському Нордгау. У 1863 році в Швандорфі були знайдені урни з людськими останками та коштовностями, які приписують наріскам. Повоєнні дослідження, як напр. Bengtson 1959, локалізують нарісків у південній Богемії.
Наріски воювали разом з маркоманами у другому столітті проти римлян у Маркоманських війнах і напали на римський табір Кастра Регіна.
Діон Кассій повідомляє, що 3000 нарісків перейшли на бік римлян і отримали від них землю (Dio 71.21). Потім згадка про нарисків зникає із джерел. Теза, висунута в більш ранніх дослідженнях, що деякі з них в 4 ст. оселилися в Бургундії, залишається недоведеною.
На честь варісків назване Варисканське горотворення. Місто Гоф було засноване у 4 столітті як Curia Variscorum («Двір варісків») і вперше згадується в Tabula Peutingeriana на території сучасної Верхньої Франконії.